# Chac Mool

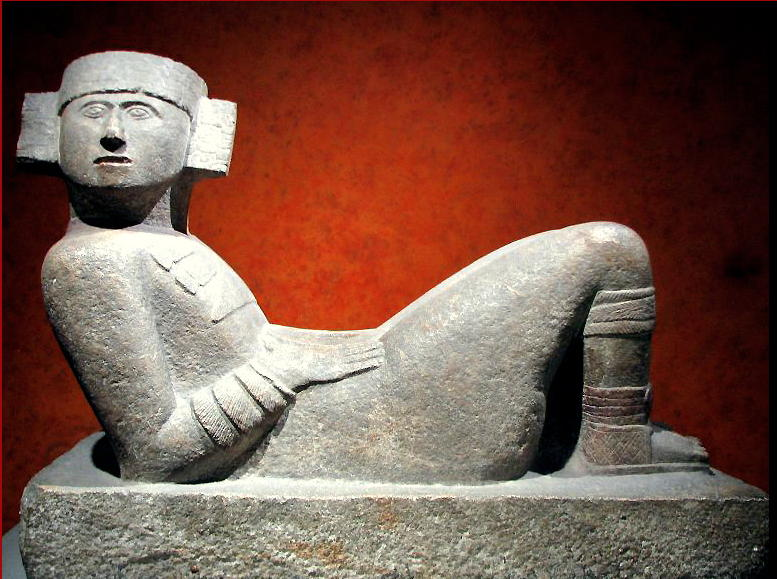
Estátua Chac Mool originária de Chichen Itza; atualmente no Museu Nacional de Antropologia na Cidade do México.

O Chac Mool (também escrito chac-mool ou chacmool) é a designação dada a um tipo de estátuas de pedra pré-colombianas mesoamericanas.
O Chac Mool representa uma figura humana numa posição reclinada com a cabeça erguida e voltada para um dos lados, segurando uma "bandeja" sobre a barriga. O significado da posição ou da própria estátua permanece desconhecido.
Estátuas Chac Mool têm sido encontradas em ou próximo de templos toltecas e de outras culturas do pós-clássico em sítios arqueológicos do México central, e em sítios maias do pós-clássico com forte influência tolteca, como Chichen Itza.
Desconhece-se qual o nome antigo dado a estas esculturas. O nome Chac Mool é atribuído a Augustus Le Plongeon, que encontrou uma das estátuas numa escavação em Chichen Itza em 1875. Le Plongeon afirmava que a estátua era uma representação de um antigo governante de Chichen Itza e designou-a "Chacmool". O seu patrocinador, Stephen Salisbury de Worcester, Massachusetts, publicou a descoberta de Le Plongeon mas alterou "Chac-Mool."
Os chac-mools não devem ser confundidos com Chaac, uma das principais divindades da mitologia maia, associada sobretudo aos fenómenos da chuva e trovoada, com a qual não estão relacionados.
Os chac-mools podem ser encontrados no México Central e em Yucatán. Os sítios conhecidos por terem sido encontrados chac mools incluem para além de Tula e Chichen Itza, a Cidade do México, Cempoala, Tlaxcala e Quiriguá na Guatemala.

## Significados alternativos
"Chac Mool" é um pequeno conto da obra Los Días Enmascarados de Carlos Fuentes.